# Камки (Минский район)
Камки (бел. Камкі́) — деревня в Минском районе Минской области Республики Беларусь. В составе Шершунского сельсовета.

## География
Пролегает дорога Н-8970.
Ближайшие населённые пункты Волковщина, Каменец и др.

## История
В 1905 году в Радошковской волости Вилейского уезда Виленской губернии.

## Население

### Численность
- 2009 год — 4 человек

### Динамика
- 1999 год — 15 человек (перепись населения)
- 2009 год — 4 человек (перепись населения)[2]